# レイフ・ラフレンツ
レイフ・アンドリュー・ラフレンツ（Raef Andrew LaFrentz、1976年5月29日 - ）は、アメリカ合衆国・アイオワ州出身の元バスケットボール選手。NBAのデンバー・ナゲッツ等に所属していた。身長211cm。体重111kg。ポジションはパワーフォワード/センター。

## 経歴

### 学生時代
高校時代、水泳選手として地区大会での優勝経験もあったラフレンツであったが、高校でバスケットボールの監督をつとめていた父の指導の下で才能を開花させて平均11.8得点、6.8リバウンドの成績を残し、1994年にはAll-USAの1stチームに選出された。その後、バスケの名門カンザス大学に進学したラフレンツは1年目から先発出場を続け、AP通信のオール・アメリカンに2度選出された。これは90年代の選手としては他にシャキール・オニールとティム・ダンカンのみが成し遂げた快挙であった。大学のチームメイトにはポール・ピアースがおり、彼らに率いられたカンザス大学の4年間の勝率は87.8％をマークした。

### NBA
1998年のNBAドラフトでデンバー・ナゲッツから全体3位で指名されてNBA入り。全体10位でボストン・セルティックスに指名されたポール・ピアースよりも高い評価を受けた。最初の年は左膝の怪我により僅か12試合の出場に留まったが、翌1999年シーズンには完治し、80試合に先発出場した。
2002年2月21日に、ニック・ヴァン・エクセル、エイブリー・ジョンソン、オリバー・セント＝ジーンらとともに、ダラス・マーベリックスのジュワン・ハワード、ドネル・ハービー、ティム・ハーダウェイ、2002年のドラフト1巡目指名権とのトレードに出される。なお、この年のバスケットボール世界選手権ではアメリカ代表に選出された。
2003年10月20日に、クリス・ミルズ、イジー・ウェルシュ、ドラフト1巡目指名権とともに、ボストン・セルティックスのトニー・デルク、アントワン・ウォーカーとのトレードに出される。
2006年6月28日に、ダン・ディッカウとともに、ポートランド・トレイルブレイザーズのテオ・ラトリフ、セバスチャン・テルフェア、2007年のドラフト7位指名権とのトレードに出された。2008-09シーズンは、膝の負傷が悪化しシーズン全休。2009年夏にフェニックス・サンズに放出後バイアウトで解雇され、引退した。

## プレイスタイル
アウトサイドシュートが得意なビッグマンであり、キャリア通算でのスリーポイント成功率は36%、フリースロー成功率は71%。90年代はシャキール・オニールがNBAのゴール下を席捲しており、ドラフトでの高順位指名もインサイドで強力な支配力を発揮するオニールをアウトサイドに連れ出すことを期待されたためである。しかしダラス・マーベリックス時代は、2003年のカンファレンス決勝でのサンアントニオ・スパーズとの対戦で、ティム・ダンカンやデビッド・ロビンソンらとのマッチアップで力を発揮することが出来ず、またインサイドでのリバウンド争いやディフェンスなどに積極的に取り組もうとせず、アウトサイドからシュートを撃ちたがるプレースタイルをドン・ネルソンに嫌われ、ボストン・セルティックスに放出されるなど、ドラフト3位の期待に応えたとは言い難かった。

## 個人成績

### レギュラーシーズン
| シーズン   | チーム     | GP  | GS  | MPG  | FG%  | 3P%  | FT%  | RPG | APG | SPG | BPG | TO  | PPG  |
| ---------- | ---------- | --- | --- | ---- | ---- | ---- | ---- | --- | --- | --- | --- | --- | ---- |
| 1998–99    | DEN        | 12  | 12  | 32.3 | .457 | .387 | .750 | 7.6 | .7  | .8  | 1.4 | .8  | 13.8 |
| 1999-00    | DEN        | 81  | 80  | 30.1 | .446 | .328 | .686 | 7.9 | 1.2 | .5  | 2.2 | 1.2 | 12.4 |
| 2000–01    | DEN        | 78  | 74  | 31.5 | .477 | .367 | .698 | 7.8 | 1.4 | .5  | 2.6 | 1.2 | 12.9 |
| 2001–02    | DEN        | 51  | 51  | 32.7 | .466 | .434 | .667 | 7.4 | 1.2 | .6  | 3.0 | 1.2 | 14.9 |
| 2001–02    | DAL        | 27  | 25  | 29.1 | .437 | .305 | .761 | 7.4 | 1.1 | .9  | 2.2 | 1.3 | 10.8 |
| 2001-02計  | DAL        | 78  | 76  | 31.5 | .458 | .388 | .695 | 7.4 | 1.1 | .7  | 2.7 | 1.2 | 13.5 |
| 2002–03    | DAL        | 69  | 43  | 23.3 | .518 | .405 | .682 | 4.8 | .8  | .5  | 1.3 | .7  | 9.3  |
| 2003–04    | BOS        | 17  | 1   | 19.3 | .460 | .200 | .769 | 4.6 | 1.4 | .5  | .8  | .6  | 7.8  |
| 2004–05    | BOS        | 80  | 80  | 27.5 | .496 | .364 | .811 | 6.9 | 1.2 | .5  | 1.2 | .9  | 11.1 |
| 2005–06    | BOS        | 82  | 63  | 24.8 | .431 | .392 | .680 | 5.0 | 1.4 | .4  | .9  | .8  | 7.8  |
| 2006–07    | POR        | 27  | 9   | 13.0 | .382 | .087 | .769 | 2.6 | .3  | .3  | .4  | .5  | 3.7  |
| 2007–08    | POR        | 39  | 0   | 7.5  | .443 | .000 | .579 | 1.7 | .2  | .3  | .4  | .3  | 1.7  |
| 通算：12年 | 通算：12年 | 563 | 438 | 25.8 | .466 | .363 | .711 | 6.1 | 1.1 | .5  | 1.6 | .9  | 10.1 |

### プレーオフ
| シーズン  | チーム    | GP | GS | MPG  | FG%  | 3P%  | FT%  | RPG | APG | SPG | BPG | TO  | PPG  |
| --------- | --------- | -- | -- | ---- | ---- | ---- | ---- | --- | --- | --- | --- | --- | ---- |
| 2002      | DAL       | 8  | 8  | 30.6 | .500 | .333 | .545 | 7.6 | .6  | .3  | 2.8 | .8  | 11.3 |
| 2003      | DAL       | 20 | 16 | 24.6 | .433 | .200 | .842 | 4.4 | .3  | .6  | 2.2 | .7  | 8.0  |
| 2005      | BOS       | 7  | 7  | 26.4 | .390 | .500 | .800 | 4.9 | 1.1 | .9  | 1.7 | 1.0 | 6.9  |
| 出場：3回 | 出場：3回 | 35 | 31 | 26.3 | .446 | .297 | .750 | 5.2 | .5  | .5  | 2.2 | .8  | 8.5  |